# 9705 Drummen
A 9705 Drummen (ideiglenes jelöléssel 3137 T-3) a Naprendszer kisbolygóövében található aszteroida. Cornelis Johannes van Houten, Ingrid van Houten-Groeneveld és Tom Gehrels fedezte fel 1977. október 16-án.